# HC Stadion Podolí
HC Stadion Podolí (celým názvem: Hockey Club Stadion Podolí) byl československý klub ledního hokeje, který sídlil v Praze. Klub byl založen v roce 1946, těsně před zahájením sezóny 1946/47, sloučením prvoligových mužstev HC Stadion Praha a SK Podolí Praha. Přiřazen byl do skupiny A, ve kterém skončil na 3. místě. Sezónu 1947/48 odehrál opět ve skupině A, kde skončil na 2. místě, čímž bral bronzovou medaili společně s ŠK Bratislava. Po odehrání sezóny byl ovšem rozpuštěn bez náhrady.

## Přehled ligové účasti
Stručný přehled
Zdroj: 
- 1946–1948: 1. liga – sk. A (1. ligová úroveň v Československu)

Jednotlivé ročníky
Zdroj: 
Legenda: ZČ - základní část, červené podbarvení - sestup, zelené podbarvení - postup, fialové podbarvení - reorganizace, změna skupiny či soutěže
| Československo (1946 – 1948) |                 |           |          |                                       |          |
| Sezóny                       | Soutěž          | Úroveň    | ZČ       | Play-off, nadstavba, sk. o udržení... | Poznámky |
| 1946/47                      | 1. liga – sk. A | 1. úroveň | 3. místo |                                       |          |
| 1947/48                      | 1. liga – sk. A | 1. úroveň | 2. místo |                                       |          |